# 張顯貴
張顯貴為中國清朝武官官員，本籍廣東。行伍出身的張顯貴於1866年（同治5年）奉旨接替劉文珍，於澎湖群島擔任澎湖水師協副將。而隸屬台灣鎮之下的此官職職等為正二品，是台灣清治時期的這階段，扼守台灣海峽的重要武將，並統帥兩標水營，數千名水師兵勇。